# Abigail Breslin
Abigail Kathleen Breslin (Nova Iorque, 14 de abril de 1996) é uma atriz e cantora americana. Ela é uma das atrizes mais jovens a ser nomeada para um Oscar.
Breslin apareceu em seu primeiro comercial quando tinha três anos de idade (1999), e em seu primeiro filme, Signs (2002), com a idade de cinco anos. Em 2014, envolveu-se em um escândalo ao ter feito uma música para seu ex-namorado Michael Clifford, da banda 5 Seconds Of Summer, onde ela em vários momentos cita características ruins do cantor. Abigail negou que a música, intitulada You Suck (em português: Você é Uma Droga), fosse para ele.
A atriz e cantora, fez ainda alguns trabalhos de dublagens, como nos filmes Bud: Uma nova Cãofusão (2006), Rango (2011) e Zambézia (2012). Breslin ainda escreveu em 2015 um ensaio autobiográfico intitulado This May Sound Crazy o livro foi lançado pela editora HarperCollins nos Estados Unidos.
Seus outros papéis no cinema incluem Little Miss Sunshine (2006); No Reservations (2007); Nim's Island (2008); Definitely, Maybe (2008); My Sister's Keeper (2009); Zombieland (2009); Rango (2011); August: Osage County (2013); The Call (2013); Ender's Game (2013); Perfect Sisters (2014); Screem Queens (2015) e Sinais (2002).

## Biografia
Abigail Breslin nasceu em Nova Iorque, filha de Kim, que administra sua carreira, e Michael Breslin, que trabalha com telecomunicações, programador e consultor. Seus avós maternos, Catherine e Lynn Blecker, são de Nova Jersey, e agora vivem em Nova Iorque. Possui dois irmãos, Ryan e Spencer Breslin, que também são atores. Breslin vive em Nova Iorque com sua família. O nome Abigail foi inspirado na primeira-dama Abigail Adams.

## Início da carreira

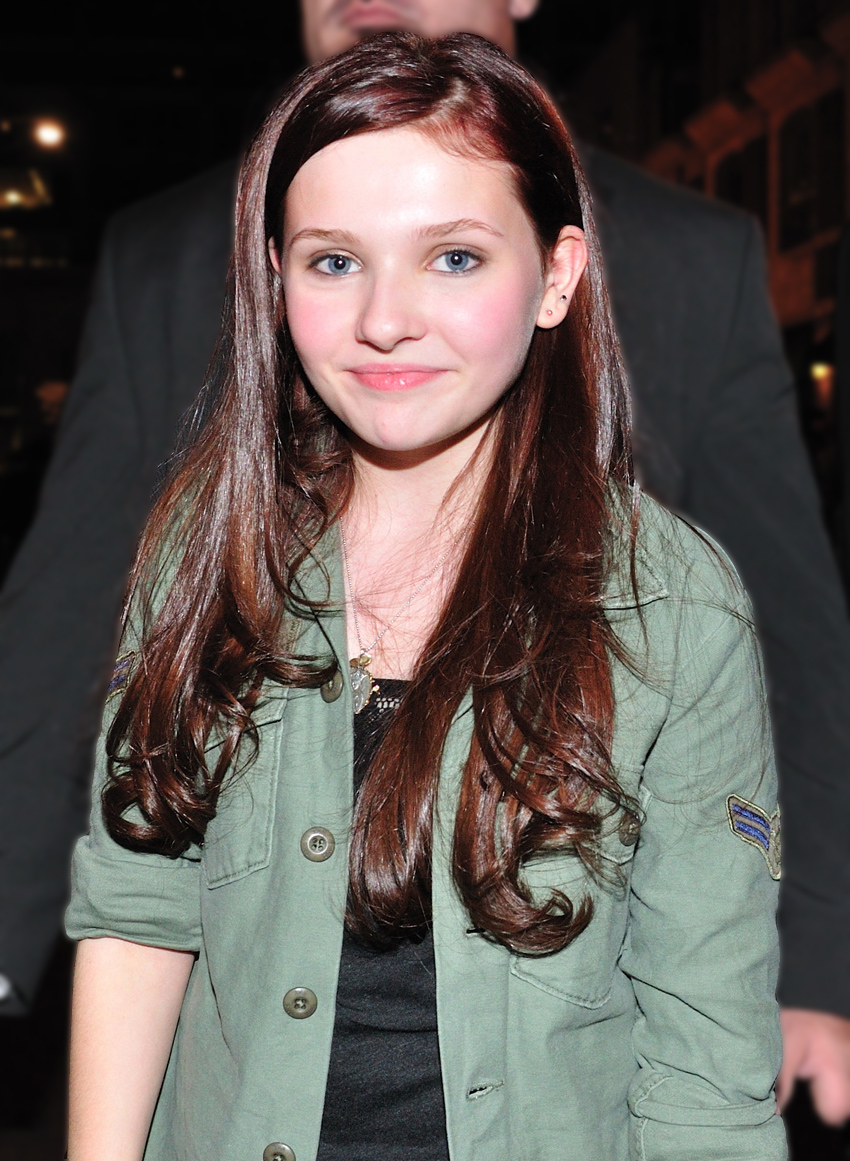
Breslin no Festival Internacional de Cinema de Toronto em 2010.

Fez alguns de seus primeiros trabalhos logo aos três anos de idade gravando comerciais. Foi convidada para gravar o filme Sinais em 2002.
Com apenas 10 anos de idade, tornou-se uma das mais jovem atrizes a ser nomeada ao Oscar de Melhor Atriz (coadjuvante/secundária) pelo filme Pequena Miss Sunshine. Por isso, recebeu diversos papéis de destaque contracenando com artistas renomados como Ryan Reynolds em Definitely, Maybe; Catherine Zeta-Jones e Aaron Eckhart em Sem Reservas; Jodie Foster e Gerard Butler em Nim's Island; Cameron Diaz e Alec Baldwin em Uma Prova de Amor e com Bill Murray em Zombieland.
Em setembro de 2009, Breslin começou a filmar em Des Moines, Iowa como a personagem título do filme Janie Jones. “Não posso falar muito sobre, mas é um drama”, disse Breslin. “Tem algumas partes divertidas, mas a maior parte é drama.” O filme é sobre uma feira cheia de mistérios, e Breslin é uma das protagonistas.
Em fevereiro de 2010, estreou no teatro da Broadway como Helen Keller na peça The Miracle Worker. (O Milagreiro).

## Filmografia

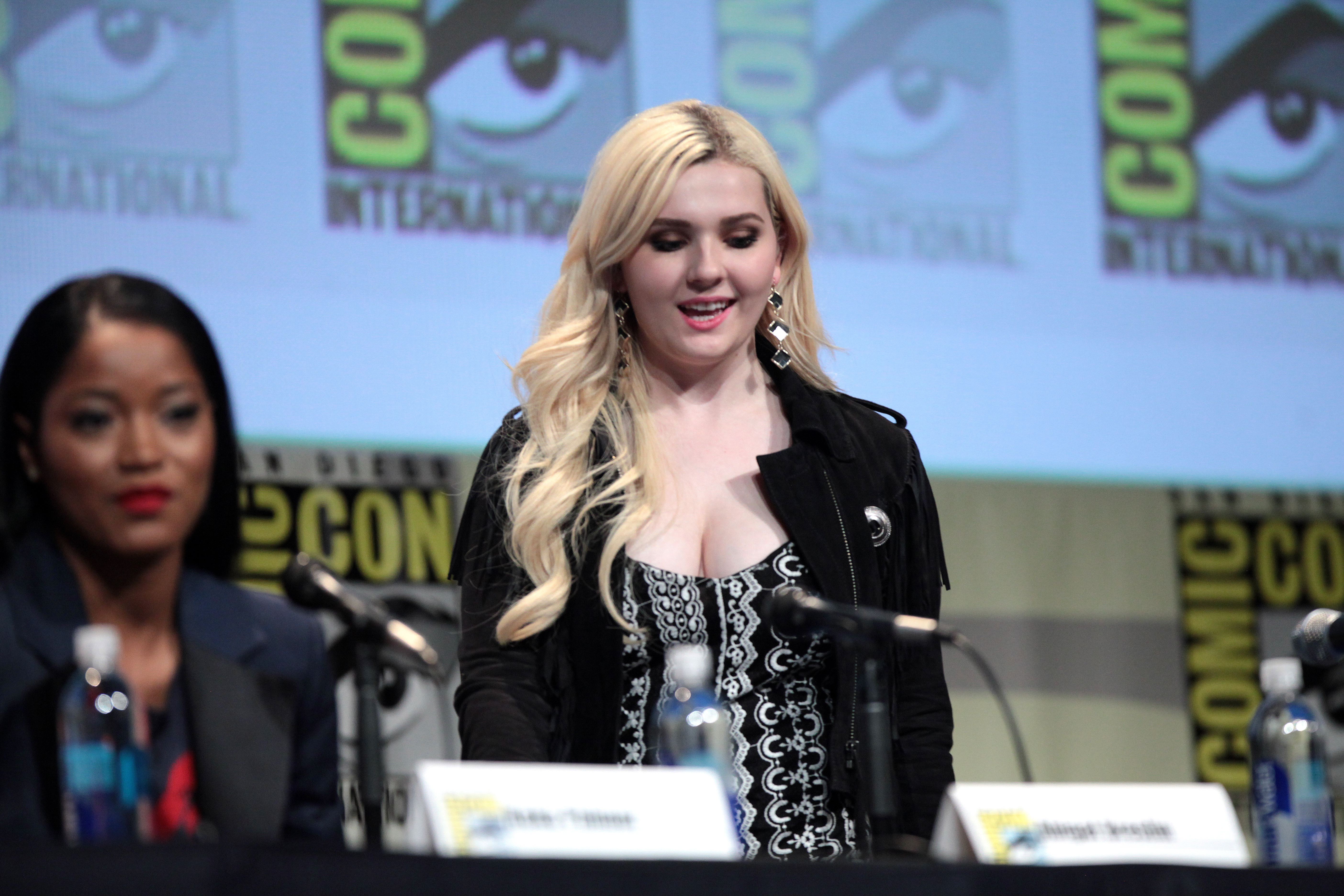
Breslin na San Diego ComicCon em 2015

## Discografia

### Álbuns de estúdio
| Ano          | Detalhes do álbum | Melhores posições atingidas | Certificações | Vendas |
| ------------ | --- | --------------------------- | ------------- | ------ |
| por anunciar | The World Now - Gravado: 15 de junho de 2015 - Formato(s): CD e Download digital - Gravadora: Digital Launch Records | —                           | —             | —      |

### Singles
| Ano  | Título                | Melhores posições atingidas | Álbum                                            |
| ---- | --------------------- | --------------------------- | ------------------------------------------------ |
| 2011 | Fight For Me          |                             | Janie Jones - Original Motion Picture Soundtrack |
| 2013 | Christmas In New York |                             | 'por anunciar'                                   |
| 2014 | You Suck              |                             | 'por anunciar'                                   |

### Outras aparições
| Ano  | Título                          | Outros Artistas   | Álbum                                            |
| ---- | ------------------------------- | ----------------- | ------------------------------------------------ |
| 2011 | Hurricane                       |                   | Janie Jones - Original Motion Picture Soundtrack |
| 2011 | Find Love                       | Alessandro Nivola | Janie Jones - Original Motion Picture Soundtrack |
| 2011 | Fight For Me                    |                   | Janie Jones - Original Motion Picture Soundtrack |
| 2011 | Just A Game                     |                   | Janie Jones - Original Motion Picture Soundtrack |
| 2011 | House of the Rising Sun         |                   | Janie Jones - Original Motion Picture Soundtrack |
| 2014 | The Worst Part / Auld Lang Syne | Cassidy Reiff     | Perfect Sisters Soundtrack                       |
| 2014 | Westfjords                      | Stargroves        | Stargroves                                       |
| 2014 | Within Me A Lunatic Sings       | Stargroves        | Stargroves                                       |

## Livros
| Ano  | Título               | Editora       | Nota                                      |
| ---- | -------------------- | ------------- | ----------------------------------------- |
| 2015 | This May Sound Crazy | HarperCollins | Autobiografia ainda não lançada no Brasil |

## Prêmios e indicações
Oscar
- 2007 - Melhor atriz (coadjuvante/secundária) - por Little Miss Sunshine (indicada)

BAFTA
- 2006 - Melhor atriz (coadjuvante/secundária) - por Little Miss Sunshine (indicada)

SAG Awards
- 2006 - Melhor performance de um elenco em filme - Little Miss Sunshine (venceu)

MTV Movie Awards
- 2006 - Melhor revelação - por Little Miss Sunshine (indicada)

Festival de Filmes Internacionais de Tóquio
- 2006 - Melhor atriz - por  Little Miss Sunshine (venceu)

Phoenix Film Critics Society Awards
- 2006 - Melhor performance (coadjuvante/secundária) feminina - Little Miss Sunshine (venceu)
- 2006 - Elenco em grupo - por Little Miss Sunshine (venceu)

Young Artist Awards
- 2007 - Melhor performance em longa-metragem de atriz com 10 anos ou menos por Little Miss Sunshine (venceu)

Critics' Choice Movie Award
- 2007 - Melhor jovem atriz - Little Miss Sunshine (venceu)